# Hußleinstein (Salzberg, Bad Kissingen)

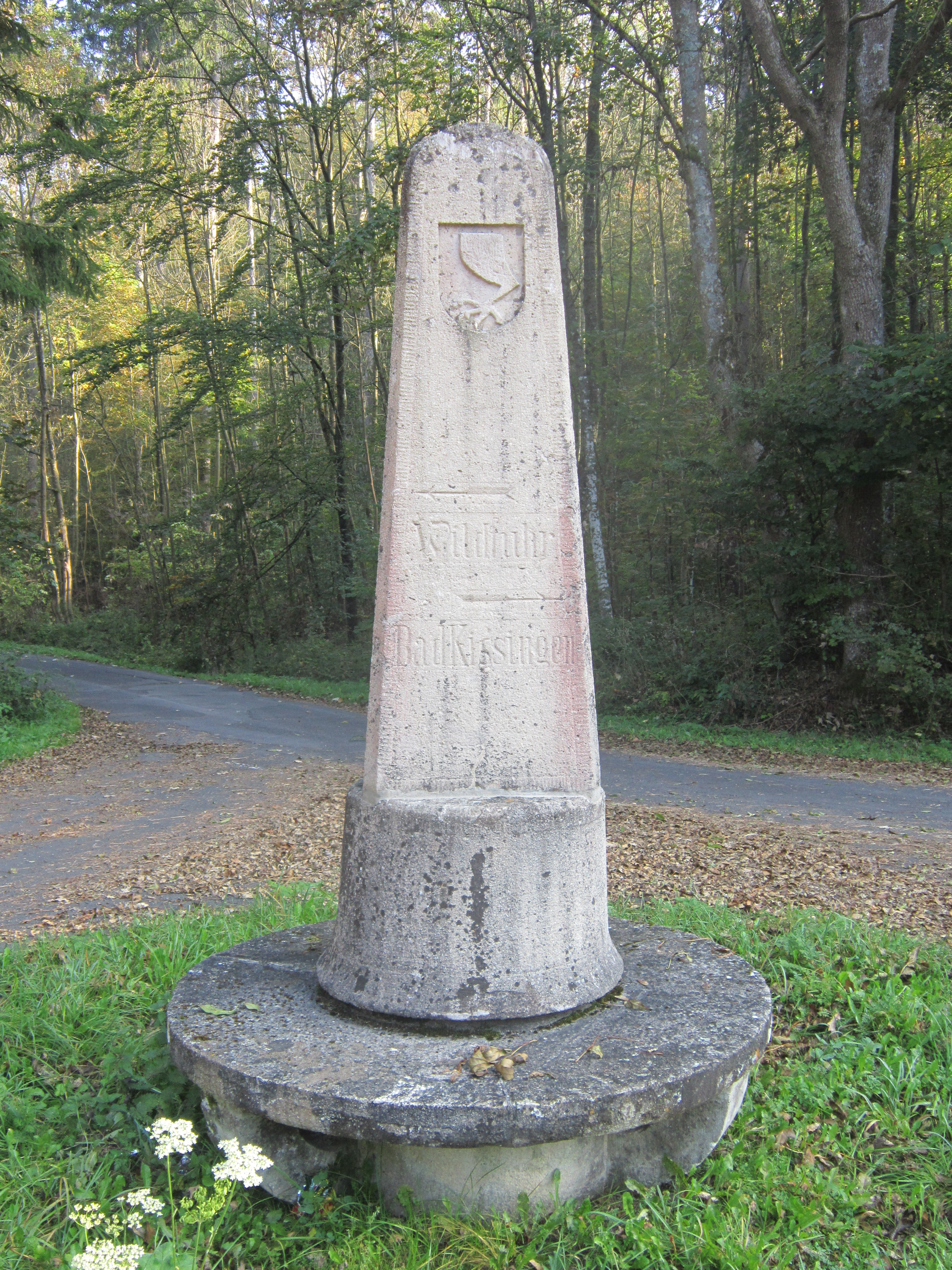
Der Hußleinstein, Wegweisersäule auf dem Salzberg in Bad Kissingen.

Der Hußleinstein ist eine Wegweisersäule in Bad Kissingen, der Großen Kreisstadt des unterfränkischen Landkreises Bad Kissingen. Er gehört zu den Bad Kissinger Baudenkmälern und ist unter der Nummer D-6-72-114-368 in der Bayerischen Denkmalliste registriert.

## Beschreibung
Im Volksmund heißt der Wegweiser, der sich in der Nähe der Steinbach-Madonna befindet, zur Erinnerung an Stadtbaumeister Hußlein Hußleinstein (Aus den Beschreibungen der Kunst- und Naturdenkmäler von Stadtoberförster Schießer im Wirtschaftsplan des Stadtwaldes Bad Kissingen).
Der Wegweiser aus Kunststein entstand um 1925 und besteht aus einem 210 cm hohen Obelisk, der von einer 47 cm hohen Rundbank mit 145 cm Durchmesser umgeben ist.
In wappenförmigen Feldern auf den drei Seiten des Pfeilers sind eine Vogelklaue, das Bad Kissinger Stadtwappen und die Namen der Zielorte Wildfuhr und Bad Kissingen eingemeißelt.
Auf dem Salzberg befindet sich ein weiterer Wegweiser. Dieser weist den Weg zum Klaushof und zum Kaskadental führt.